# Kenton, Devon
Kenton är en by och en civil parish i Teignbridge i Storbritannien. Den ligger i grevskapet Devon och riksdelen England, i den södra delen av landet, 260 km väster om huvudstaden London. Orten har 1 131 invånare (2001).
Kustklimat råder i trakten. Årsmedeltemperaturen i trakten är 9 °C. Den varmaste månaden är juli, då medeltemperaturen är 16 °C, och den kallaste är februari, med 4 °C.